# タンザニアの世界遺産
タンザニアの世界遺産（タンザニアのせかいいさん）はユネスコの世界遺産に登録されているタンザニアの文化・自然遺産の一覧。

## 文化遺産
- キルワ・キシワニとソンゴ・ムナラの遺跡群 -（1981年）
- ザンジバル島のストーン・タウン -（2000年）
- コンドアの岩絵遺跡群 -（2006年）

## 自然遺産
- セレンゲティ国立公園 -（1981年）
- セルース猟獣保護区 -（1982年）
- キリマンジャロ国立公園 -（1987年）

## 複合遺産
- ンゴロンゴロ保全地域 -（1979年、2010年）